# Nemoura alaica
Nemoura alaica är en bäcksländeart som beskrevs av Zhiltzova 1976. Nemoura alaica ingår i släktet Nemoura och familjen kryssbäcksländor. Inga underarter finns listade i Catalogue of Life.